# 개비자나무
개비자나무는 주목과의 나무로 한반도 특산종이다. 한반도 중부 이남 산골짜기의 습기 많은 곳에서 자라는 상록침엽수로 높이가 3m 정도이다. 잎은 선형으로 30-40mm이고 양쪽이 뾰족하며 앞뒷면이 백색이다. 꽃은 단성화로 4월에 핀다. 수꽃은 길이 5mm 정도로 10여 개의 포(苞)에 싸여 한 꽃대에 20-30개씩 달린다. 암꽃은 한군데 2개씩 달리고 10여 개의 뾰족한 녹색 포에 싸인다. 밑씨는 한꽃에 8-10개씩 있다. 열매는 다음해 8-9월에 붉게 익는데 식용하며, 주로 경기·충북 이남에 분포한다. 개화기는 3-4월이며, 결실기는 10-1월이다.

## 같이 보기
- 화성 융릉 개비자나무 - 대한민국의 천연기념물